# Terutung Kute
Terutung Kute is een bestuurslaag in het regentschap Aceh Tenggara van de provincie Atjeh, Indonesië. Terutung Kute telt 686 inwoners (volkstelling 2010).